# Claire Byrne
Mary Claire Byrne (ur. 12 lutego 1981 w Hrabstwie Westchester) – amerykańska aktorka i instruktorka jogi.
Część dzieciństwa spędziła w Dublinie w Irlandii, lecz w wieku 8 lat wróciła z rodziną do Nowego Jorku. Ukończyła teatr na Lehigh University w Bethlehem w Pensylwanii.
Ma dwóch starszych braci: Ronana i Conora.

## Wybrana filmografia
- 2006-2011: Wszystkie moje dzieci –
  - Silhouette,
  - Amelia Cambias
- 2009: Wołanie o pomoc – atrakcyjna lesbijka
- 2009: As the World Turns – Pam
- 2010: 90210 – Pani Cannon
- 2012: Układy – kobieta w barze
- 2012: Zaprzysiężeni – zakonnica
- 2015: Był sobie chłopiec – Julia
- 2017: Jeździec bez głowy – Claudia Russell

## Głosy
- 2013: Grand Theft Auto V – Debra